# 리얼 모드
리얼 모드(real mode:실제 모드, 문화어: 실방식)는 리얼 주소 모드 또는 호환 모드라고도 한다. 80286 이후의 x86 호환 CPU의 운영 방식이다. 리얼 모드는 20비트 세그먼트 메모리 주소 공간이 특징을 결정한다. (최대 1 메가바이트의 메모리가 번지에 기록될 수 있다는 것을 뜻함) 80286 계열 이후의 모든 x86 CPU들은 리얼 모드에서 전원이 켜질 때 시작된다. 80186 계열 이전의 CPU들은 하나의 운영 방식만 존재했으며 나중에 나온 칩들의 리얼 모드와 동일하다.

## 역사
286 아키텍처는 하드웨어 수준의 메모리 보호를 할 수 있도록 보호 모드를 도입했다. 그러나 이러한 새로운 기능들을 사용하려면 보호 모드를 위해 만들어진 새로운 운영 체제가 필요했다. x86 마이크로프로세서의 근본적인 디자인 규격을 사용하면 286 이전의 모든 x86 칩에 맞춰 만들어진 소프트웨어에 대한 호환성이 떨어진다. 그러므로 8086과 80186용으로 만들어진 운영 체제를 돌리기 위해 286 칩은 새로운 메모리 보호 기능을 꺼 주는 리얼 모드로 시작해야 했다. 오늘날까지, 최신 x86 CPU 또한 전원이 켜지면 리얼 모드로 시작되고, 이전의 칩에서 돌아가던 소프트웨어를 돌릴 수 있다.
MS-DOS, DR-DOS와 같은 도스 운영 체제는 리얼 모드에서 동작한다. 그래픽 사용자 인터페이스 셸을 도스 위에서 동작하게 해 주던, 운영 체제는 아니었던, 초기 버전의 마이크로소프트 윈도우는 리얼 모드와 보호 모드를 동시에 지원했던 윈도우 3.0까지 리얼 모드에서 돌아갔다. 윈도 3.0은 두 가지의 보호 모드를 맛 볼 수 있었다. 표준 모드는 보호 모드와 표준 모드의 가상화 버전인 386 확장 모드를 사용하여 실행된다. 그러므로 286에서 돌아가지 않는다. 윈도 3.1은 리얼 모드를 지원하지 않으며 적어도 80286 프로세서가 있어야 동작하는 첫 주류 운영 환경이었다. 현대의 거의 모든 x86 운영 체제들(FreeBSD, 리눅스, OS/2, 솔라리스, 윈도우 95 이후)은 시작하자마자 CPU를 보호 모드로 전환한다.

## 같이 보기
- 보호 모드
- IA-32
- 기본 메모리
- 언리얼 모드